# Oberonia josephi
Oberonia josephi är en orkideart som beskrevs av Cecil John Saldanha. Oberonia josephi ingår i släktet Oberonia och familjen orkidéer. Inga underarter finns listade i Catalogue of Life.